# Олена Ольгердівна
Олена Ольгердівна (1350-ті — 15 вересня 1438) — дочка великого князя литовського Ольгерда від другого шлюбу з Уляною Олександрівною. Дружина  Володимира Андрійовича Хороброго, князя Серпуховського.

## Біографія
Після смерті свого чоловіка самостійно керувала залишеними їй в заповіті волостями, а також відігравала важливу роль в управлінні Москвою. Перед смертю прийняла чернечий постриг з ім'ям Євпраксія.

## Діти
- Андрій Володимирович (Старший) — помер в дитинстві [2]
- Іван Володимирович (1381—1422) — князь Серпуховській (1410—1422);
- Симеон Володимирович (пом. 1426) — князь Боровський (1410—1425), князь Серпуховській (1422—1426);
- Ярослав Володимирович (Афанасій) (18 січня 1388/1389 — 16 листопада 1426) — князь Малоярославецький (1410—1426);
- Василь Володимирович (9 липня 1394—1427) — князь Перемишльський і Углицький (1410—1427);
- Федір Володимирович (16 січня 1390—1390) [2];
- Андрій Володимирович (Молодший) (пом. 1426) — князь Серпуховський, Радонежський, Боровський.